# Atelier Tuffery
Pour les articles homonymes, voir Atelier (homonymie).
Atelier Tuffery est une entreprise familiale française fabricant de jeans, installée à Florac. Fondée par Célestin Tuffery, elle trouve ses origines à la fin du XIXe siècle et porte successivement différents noms comme Établissements Jean Tuffery dans les années 1960 ou Boutique Tuff's bien après. Elle est Entreprise du patrimoine vivant et l'établissement reste « le plus ancien et le dernier fabricant de jeans » en France.

## Historique
Célestin Tuffery, tailleur, fonde son atelier en 1892. La création d'un voie de chemin de fer traversant les Cévennes donne, vers la fin du XIXe siècle, un potentiel d'une dizaine d'années de travail à de nombreux ouvriers. Le jeune Célestin Tuffery, tailleur de vêtements de travail, a alors l'idée de transformer une toile brute, résistante et économique fabriquée dans la région de Nîmes, en pantalon de travail pour les ouvriers de ce projet ferroviaire,. Il serait ainsi à l'origine du jeans tel qu'il existe aujourd'hui,. 
Après la Seconde Guerre mondiale, son fils Jean Alphonse tient l’entreprise. L'attrait du jeans, qui passe du vêtement de travail au produit de mode, fait que l'entreprise connait de belles-années : l'atelier fabrique jusqu'à plusieurs centaines de pantalons par jour également pour d'autres marques. 
Mais dès la fin des années 1970 et dans les années 1980, la concurrence asiatique et des pays du Maghreb fait que l'entreprise va mal et il ne reste plus que trois frères Tuffery (Jean-Pierre, Jean-Jacques, Norbert, les enfants de Jean Alphonse) et quelques couturières sur les soixante personnes que comptait l'atelier,. Seuls quelques clients restent fidèles, surtout localement, et l'atelier ferme en 1985 pour ne conserver qu'une boutique. L'entreprise fait alors du négoce.
Au début des années 2000, un léger regain d'intérêt apparait pour la marque qui produit de nouveau quelques centaines de pièces.
Alors que l'entreprise « vivote », Julien Tuffery (4e génération) change de voie professionnelle et rejoint l'entreprise de son père et ses deux oncles,.
Au milieu des années 2010, Atelier Tuffery, privilégiant les circuits courts, s'oriente vers la vente directe par l'intermédiaire d'internet en plus de la boutique sur place, le tout avec des stocks réduits. Avec un minimum de frais de marketing mais avec l’appui des réseaux sociaux,, la demande explose rapidement jusqu'à représenter plus des trois-quarts des ventes, dans plusieurs dizaines de pays. L'entreprise doit alors s'agrandir, construisant un nouveau centre de fabrication à quelques kilomètres de l'atelier d'origine,. Atelier Tuffery fait fabriquer alors plusieurs milliers de jeans par an, avec un objectif de 100 000 pièces dans les années à venir. L'approvisionnement textile se fait en France et en Europe et la totalité de la production-fabrication par Atelier Tuffery, revendiquant ainsi le « Made in France »,. Sur ce marché du jeans « français », d'autres marques sont présentes telles Dao, Kiplay, Le Gaulois Jeans, Ecclo ou 1083,. Certaines expérimentations sont réalisées afin d'améliorer le bilan carbone des confections, tel l'usage de la laine de brebis, ou du chanvre local ou européen comme alternative au coton,.

## Reportages
- [vidéo] « Le succès des jeans Made in France : l'entreprise familiale Tuff's renaît de ses cendes », sur video.lefigaro.fr, 6 novembre 2015
- Capital, M6, 15 janvier 2017 Présentation en ligne
- [vidéo] AFP, « Le jean historique "made in Cévennes" relancé comme une start-up », sur geo.fr, 31 juillet 2017
- [audio] Bénédicte Tassart, « Dans le Tarn, on fabrique des jeans depuis quatre générations », sur rtl.fr, 7 octobre 2017
- [vidéo] Journal télévisé, 13h00, France 2, « Lozère : des jeans 100 % français », sur francetvinfo.fr, 8 juin 2018
- [vidéo] Journal télévisé, Anne-Claire Coudray, 20h00, TF1, « Made in France : des jeans au cœur des Cévennes », sur lci.fr, 22 juin 2018